# Thomas Morland
Thomas Morland (Montréal, Canada-Est, 9 août 1865 – 21 mai 1935) est un général britannique ayant servi durant la Première Guerre mondiale.

## Biographie
Morland s'engage dans l'armée de terre britannique en 1884. Au début de la Première Guerre mondiale, il sert en tant que major-général. Il participe notamment à la bataille d'Ypres en 1915 et la bataille de Passchendaele en 1917. Après la guerre, il servira sous le titre de lieutenant général dans le corps d'occupation canadien en Allemagne.

## Distinctions
- Chevalier commandeur de l'Ordre du Bain